# Ламолина, Франсиско Оскар
Франсиско Оскар Панчо Ламолина (род. 25 октября 1950, Буэнос-Айрес) — футбольный арбитр из Аргентины.

## Биография
В 1970 году провёл два матча за «Тигре», однако вскоре завершил карьеру футболиста.
Ламолина судил два матча в рамках чемпионата мира 1994.
Был известен в чемпионате Аргентины за свой стиль судейства, который полностью базируется на строгости и справедливости.
Хотя стиль судейства Ламолины высоко ценился в 1980-е годы, к концу своей карьеры Ламолина критиковался за манеру поведения на поле, в том числе за использование жестов, намекающих на критику других арбитров.